# フラヴィオ・アンブロゼッティ
フラヴィオ・アンブロゼッティ（Flavio Ambrosetti、1919年10月8日 - 2012年8月21日）は、スイスのジャズ・ヴィブラフォン奏者、サックス奏者、エンジニアである。
アンブロゼッティの主なキャリアはエンジニアであった。ジャズ・サークルにおける彼への称賛は、たまにミュージシャンとして活動することからきている。子供の頃にピアノを学び、十代でテナーサックスとアルトサックスを演奏することを学んだ。彼はチューリッヒの工学学校に通い、第二次世界大戦中にリオ・デ・グレゴリと演奏した。その後10年間、ギル・クッピニやヘイジー・オスターヴァルトとともに演奏した。1950年代、彼はサイドマンとして、レイモンド・コートやジョルジュ・グルンツを含む自身のアンサンブルで演奏した。1960年代、彼は息子のフランコ・アンブロゼッティや、ジョルジュ・グルンツ、ダニエル・ユメールを含むクインテットを率いて、ツアーを行い、テレビやラジオ放送で紹介された。彼はこのアンサンブルを1972年にビッグバンドに拡大し、ヨーロッパをツアーし、デクスター・ゴードンやフィル・ウッズと演奏した。グルンツは1978年にこのグループのリーダーとなった。